# Jesús Quintero
Pour les articles homonymes, voir Quintero.
Jesús Rodríguez Quintero, né à San Juan del Puerto le 18 août 1940 et mort le 3 octobre 2022 à Ubrique, est un journaliste, directeur et présentateur de programmes de radio et de télévision espagnol.

## Biographie

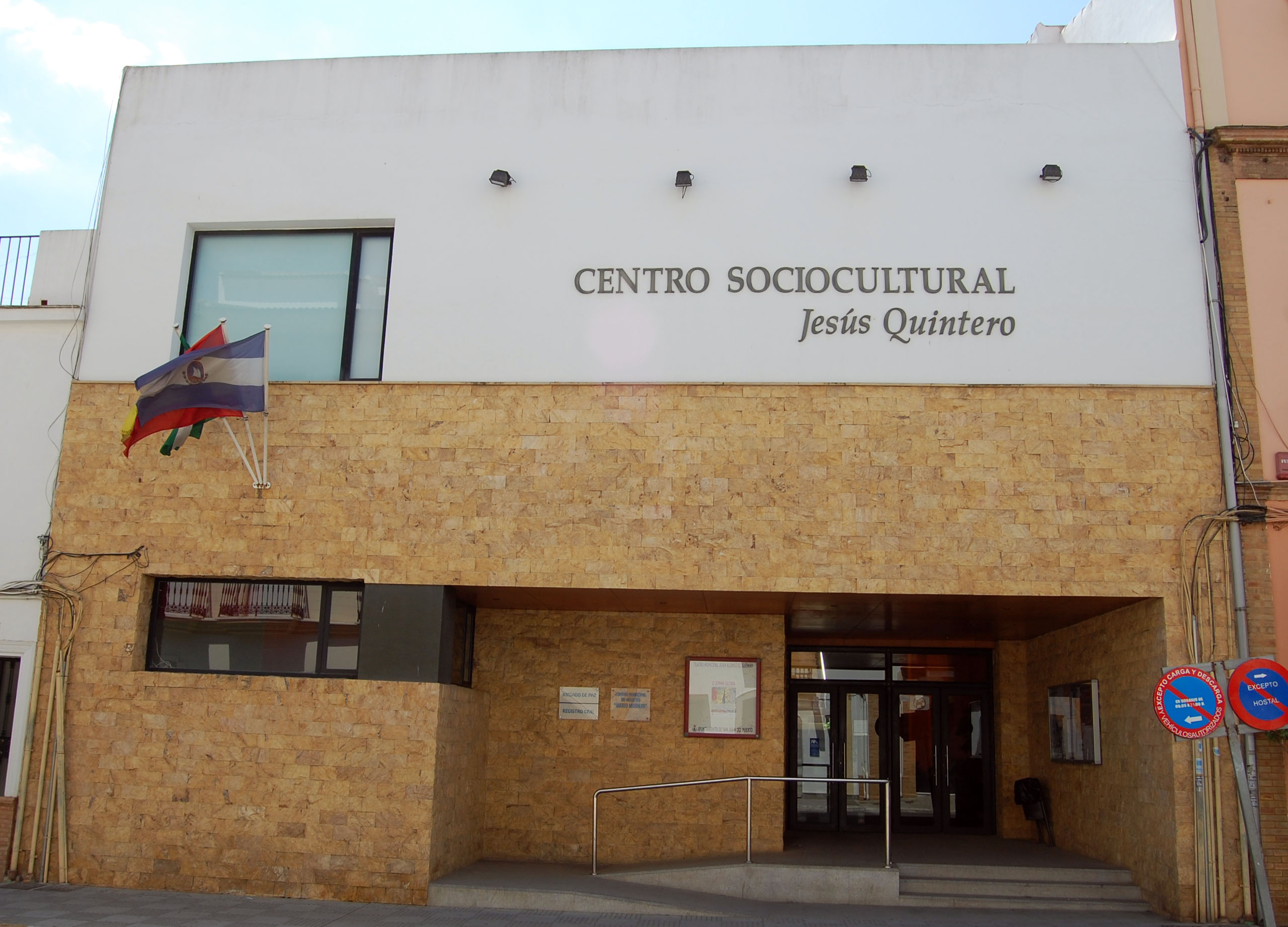
Façade du centre socioculturel Jesús Quintero, dans sa ville natale à San Juan del Puerto (Huelva)

Jesús Rodríguez Quintero est né à San Juan del Puerto en Espagne. Il s'initie au monde du théâtre, c'est à partir de cette expérience qu'il fait ses premiers pas à la Radio Nacional de España en 1973, qui marque le début de sa carrière en tant que présentateur. Le premier programme qu'il anime est l'émission Studio 15-18, avec Marisol Valle. L'émission fut marquée d'un grand succès et fait partie des émissions qui ont entamé une nouvelle norme de la radio publique espagnole pendant la transition entre la dictature de Francisco Franco et la période qui s'est ensuivie.
Ses programmes phares, fondés autour de stratagèmes audacieux, El hombre de la roulot (L'homme de la roulotte), et El Loco de la colina (Le fou de la colline), lui offrent une renommée internationale allant au-delà des pays comme l'Espagne, l'Argentine ou l'Uruguay.
Il est également intervenu en tant que conférencier dans le monde de l'enseignement, notamment lors de la conférence Journalisme et Engagement le 17 octobre 2002 pour le dixième anniversaire de la Faculté des Sciences de la Communication de l'Université de Malaga. À la suite de sa conférence, il inaugure une salle de classe que l'université a baptisée de son nom en gage de respect et d'admiration pour sa carrière en Espagne.
Outre sa carrière de présentateur, il est aussi producteur de la chanteuse Soledad Bravo et du guitariste Paco de Lucía pendant plusieurs années.
Il est l'auteur des livres Trece noches(1999), Cuerda de presos (1997) et Jesús Quintero: entrevista (Jesús Quintero: Interview) (2007).

## Programmes
- El Loco de la Colina (radio 1980 - 1985)
- El perro verde
- Qué sabe nadie
- Trece noches
- La boca del lobo
- Cuerda de presos
- El perro verde americano
- El Vagamundo (2000 - 2002)
- Ratones Coloraos
- El Loco de la Colina (TVE1)